# Панчишин, Марьян Иванович
Марья́н Ива́нович Панчи́шин (укр. Мар'ян Іванович Панчишин; 6 сентября 1882, Львов, Австро-Венгрия — 19 октября 1943, Резиденция митрополита, Львов, Дистрикт Галиция, Третий рейх) — украинский и советский врач и государственный деятель. Организатор и многолетний глава Украинского врачебного товарищества. В 1939 году — депутат Народного Собрания Западной Украины. В 1941 году — министр здоровья и первый заместитель председателя Украинского государственного правления.

## Биография

### Ранние годы
Родился во Львове в семье извозчика. Отец Панчишина не имел средств, чтобы дать сыну образование, и тогда Марьян получил её за счёт состоятельных львовских мещан: тогда во Львове уже действовала хорошо отработанная система грантов частных фондов для малоимущей молодёжи.
В 1903—1909 годах Панчишин учился на медицинском факультете Львовского университета. По окончании учёбы он был назначен ассистентом кафедры анатомии и руководителем первого рентгенологического отделения клиники, принимал участие в съездах польских врачей и естествоиспытателей.
С 1912 года Панчишин — ассистент клиники внутренних болезней, секретарь Львовского врачебного общества. Во время Первой мировой войны служил в австро-венгерских войсках, руководил противоэпидемическими госпиталями.

### Польско-украинская война
В 1918 году, будучи доцентом анатомии Львовского университета, Панчишин, воспитанный в полонизированной семье, во время Польско-украинской войны сделал выбор в пользу украинцев, за что был уволен из университета. По национальной же причине Панчишин отказался переехать в Варшаву, куда его приглашал давний покровитель, профессор Антоний Глюзинский.
Во время ноябрьских уличных боёв во Львове Панчишин возглавил группу общественной медицинской опеки украинского мещанского комитета и наладил медицинское обслуживание частей УГА. В 1919 году он открыл частный медицинский кабинет, вступил в ряды Украинского врачебного общества, а позже — Научного общества им. Тараса Шевченко.

### Работа в Польше
В 1924—1925 годах Панчишин был ректором Тайного украинского университета во Львове. Кроме того, он основал несколько стипендий для продолжения обучения студентов «катакомбного университета» в Чехословакии.
После ликвидации Тайного украинского университета Панчишин сосредоточился на работе в своей частной приёмной (в которой смог оборудовать даже противотуберкулёзный диспансер) и НТШ. Пациентами профессора были многие известные львовские мещане, а также митрополит Андрей Шептицкий.
В 1924 году Марьян Панчишин был избран председателем врачебной комиссии НТШ. В 1926 году по его инициативе начала издаваться газета «Врачебный вестник». 27 января 1929 года он стал основателем украинского гигиенического общества, а с 1937 года — ведущим ординатором отдела внутренних болезней «Народной лечебницы», которую оборудовал за свой счёт.

### Работа в УССР
После Присоединения Западной Украины к СССР Марьян Панчишин вошёл в круг тех немногих украинских интеллигентов, которые были окружили особой опекой со стороны советского руководства. По этой причине Панчишин не только голосовал за вхождение Галиции в состав УССР как депутат Народного Собрания Западной Украины, но и лично посещал Сталина в Кремле. Именно Панчишин 1 ноября 1939 озвучил Заявление Полномочной комиссии НСЗУ с просьбой о вхождении в состав СССР на внеочередной 5 сессии Верховного Совета СССР.
С октября 1939 года Панчишин возглавлял отдел здравоохранения Львовской области, с декабря того же года — заведовал терапевтической клиникой Львовского медицинского института. В 1940—1941 годах использовал своё положение депутата Верховного Совета СССР для оказания помощи в спасении украинцев от репрессий.
Незадолго до начала Великой Отечественной войны Марьян Панчишин стал руководителем медицинского института. Ему было поручено организовать эвакуацию института на территорию РСФСР. В последний момент Панчишину, не пожелавшему этого делать, удалось скрыться от советской власти.

### Военный период
30 июня 1941 года во захваченном немцами Львове состоялся Акт провозглашения Украинского государства, в результате чего было образовано Украинское государственное правление (УГП) — не признанный немцами исполнительный орган националистических властей Украины во главе с Ярославом Стецько. 5 июля был утверждён состав правления, в котором Марьян Панчишин фигурировал в качестве министра здоровья (здравоохранения) и первого заместителя председателя правления. Впрочем, этот орган существовал недолго и вскоре был упразднён немцами.
После ареста Стецько и роспуска УГП немецкая оккупационая администрация Львова назначила Панчишина руководителем клиники мединститута, в которой на тот момент находилось около 1200 больных. Одновременно с работой в клинике Панчишин пытался восстановить медицинский факультет Львовского университета. Однако в силу того, что установленный немцами «новый порядок» ограничивал доступ к высшему образованию «унтерменшам», во Львове были закрыты все высшие учебные заведения. Лишь в 1942 году немцы согласились пойти на компромисс, санкционировав открытие нескольких украиноязычных курсов. Среди них были также «государственные естественно-медицинские профессиональные курсы». Формально их возглавил берлинский профессор Шульц, но фактически ими руководил Панчишин.

Памятник Марьяну Панчишину во Львове

Убийства львовских врачей — Александра Подолинского и Андрея Ластовецкого (последний был сотрудником и близким знакомым Панчишина) — вызвали у профессора стресс. На протяжении последних дней своей жизни Панчишин скрывался от польских боевиков в резиденции митрополита на Святоюрской горе. Он скончался 9 октября 1943 года от разрыва сердца.

## Память
Сегодня в доме на улице Черниговской во Львове, где жил Панчишин в последние годы своей жизни, действует музей галицкой медицины его имени. Кроме того, в 1993 году во Львове улицу Аральскую переименовали в честь учёного и установили ему памятник.
6 сентября 2007 года в Львовском национальном медицинском университете им. Даниила Галицкого состоялось торжественное мероприятие, посвящённое 125-летию со дня рождения профессора Марьяна Панчишина, которого назвали «народным врачом Галичины».